# Fantino Petrignani
Fantino Petrignani (Amelia, 1539 – Roma, 4 marzo 1600) è stato un arcivescovo cattolico italiano.

## Biografia
Apparteneva ad una delle famiglie più antiche e nobili di Amelia, di cui si hanno origini certe e documentate che risalgono all'inizio del XIV secolo con un tale Simeone. Era figlio di Angelo II e di Tarsia Farrattini e fratello di Bartolomeo II Petrignani, che era stato barone di Tenaglie, signore di Attigliano e nobile di Amelia e più volte decemviro del consiglio della città. Nel 1571 finanziò la costruzione del Palazzo Petrignani per volontà di suo fratello Bartolomeo.

### La carriera ecclesiastica
Si laureò a Perugia ed iniziò la sua illustre carriera ecclesiastica emergendo fra i prelati della Curia romana divenendo prelato nella Prefettura del Palazzo Apostolico succedendo a Monsignor Cirillo. Fu nominato da papa Pio IV abbreviatore referendario. Nel 1576 papa Gregorio XIII lo nominò prefetto dei Sacri palazzi e poi lo promosse all'età di 38 anni alla sede arcivescovile metropolitana di Cosenza. Nel 1580 fu nominato nunzio apostolico nel Regno di Napoli ed in Spagna. Fu nominato da papa Sisto V chierico e presidente della Camera apostolica. Durante il pontificato di Clemente VIII fu elevato al rango di governatore generale del Patrimonio di San Pietro, della Marca, del Piceno, di Viterbo, dell'Emilia e di Romagna, e poi commissario generale delle milizie pontificie. Rinunciò al titolo di arcivescovo di Cosenza nel 1585 per vivere più tranquillamente a Roma.

### La morte
Morì il 4 marzo 1600 prima di poter condurre la guerra contro i turchi nel ruolo di commissario generale delle milizie pontificie in Ungheria in soccorso dell'imperatore Rodolfo II. Proprio per questo motivo nel Palazzo Petrignani ad Amelia c'è una sala dove ai lati sono presenti degli stemmi della famiglia asburgica. La sua salma venne tumulata con solenne pompa in Santa Maria del Popolo a Roma, mentre ad Amelia i nipoti Pietro, Paolo e Monsignor Angelo gli eressero un busto marmoreo ed una lapide nella Chiesa di San Michele Arcangelo.